# Huy Đức
Trương Huy San (sinh 1962), hay còn được biết đến với bút danh Huy Đức, là một nhà báo, blogger và tác giả người Việt Nam. Ông được biết đến với blog bình luận chính trị – xã hội với tên Osin, hiện thời là trang Facebook "Osin Huyduc". Ông cũng được biết đến với bộ sách phi hư cấu hai tập Bên thắng cuộc, viết về lịch sử và chính trị Việt Nam sau sự kiện 30 tháng 4 năm 1975.

## Tiểu sử
Trương Huy San sinh vào năm 1962 trong một gia đình theo truyền thống Cách mạng. Ông là người gốc Hà Tĩnh, từng tham gia trong quân đội và đã có hơn 3 năm (từ 1984 đến 1987) ở Campuchia trong giai đoạn chiến tranh giữa Việt Nam với chính quyền Khmer đỏ.

## Sự nghiệp
Trước khi tham gia vào lĩnh vực báo chí, ông là một nhà văn với các tác phẩm như Dòng sông cụt, Anh ấy sẽ trở về trên báo Văn nghệ Quân đội khi ông còn ở trong quân đội từ năm 1987 đến 1988.
Ông bắt đầu làm việc ở báo Tuổi Trẻ, tiếp đó là các báo Thanh Niên, Diễn đàn doanh nghiệp, Nông thôn ngày nay, Sài Gòn tiếp thị.
Bút danh Huy Đức bắt đầu được công chúng biết đến trên báo Tuổi trẻ khi nhà báo này là phóng viên điều tra phanh phui vụ Đường Sơn Quán, một địa điểm ăn chơi nổi tiếng của nhiều cán bộ cấp cao ở Thành phố Hồ Chí Minh.
Sau khi sang làm việc tại Thời báo Kinh Tế Sài Gòn, ông cũng có rất nhiều bài viết về các chính sách kinh tế của chính quyền, đặc biệt là loạt bài viết về các PMU và Bộ giao thông Vận tải mà kết cục đúng như phân tích, sau này sự kiện PMU 18 xảy ra.
Chuyển sang báo Sài Gòn Tiếp thị, ông tiếp tục những bài viết phân tích về các chính sách của chính quyền, qua các bài viết và phỏng vấn như "Những chiếc ghế nóng", "Đất đai không phải là chiến lợi phẩm"... Cũng trong thời gian này, cùng với trào lưu viết blog, ông cũng bắt đầu lập blog của mình có tên là Osin và trở thành một blogger nổi tiếng, có số người truy cập và bình luận thuộc hạng cao trong các trang blog ở Việt Nam. Vì những một số bài viết của ông, trong đó có bài "Biên giới tháng Hai" ghi lại những gì thu thập ở biên giới Việt – Trung nhân kỷ niệm 30 chiến tranh biên giới Việt – Trung 1979, ông bị báo Sài Gòn Tiếp thị sa thải vào tháng 8 năm 2009 và bị thu hồi thẻ ký giả.
Tháng 5 năm 2012, ông nhận học bổng một năm của chương trình Nieman trao cho một số phóng viên thành đạt và có nhiều triển vọng sang tu nghiệp và nghiên cứu tại Viện Đại học Harvard. Đề mục chính mà ông theo đuổi là chính sách công, văn chương Hoa Kỳ và lịch sử Việt Nam.
Cuốn sách Bên thắng cuộc do ông biên soạn và cho ra mắt cuối năm 2012 đã gây nhiều chú ý ở Việt Nam lẫn ở Mỹ vì soi xét vào những đề tài không được nhắc tới vì cho là "nhạy cảm chính trị". Ít nhất hai nhà xuất bản tại Việt Nam đã từ chối in tác phẩm này.
Các bài viết trên blog của ông được nhiều người đọc, đặc biệt là các đồng nghiệp tham gia rất nhiều bàn về các vấn đề lớn của đất nước như biển Đông, bauxite Tây Nguyên, hàng Trung Quốc.

## Sự cố

### Bài viết "Bức tường Berlin"
Cũng một phần do blog, ngày 25 tháng 8 năm 2009, ông đã phải chấp thuận thôi việc tại báo Sài Gòn Tiếp thị với lý do tổng biên tập đưa ra toà soạn không cùng quan điểm với bài viết Bức tường Berlin trên blog của ông, sau khi "có nhiều bài viết mang tính chất thử thách giới hạn của tự do ngôn luận ở Việt Nam" (Hãng thông tấn AP).

### Liên quan đến vụ PVC
Qua 2 bài viết có tựa đề lần lượt là "Thanh hay Thăng" và "Tảng Băng Nổi," nhà báo Huy Đức cho là Thành ủy Thành phố Hồ Chí Minh Đinh La Thăng đứng đằng sau việc thất thoát hàng tỉ đô la không chỉ ở Tổng Công ty Xây Lắp Dầu Khí (PVC) mà còn cả Tập đoàn Dầu khí Quốc gia Việt Nam (Petro Vietnam) nơi ông Thăng làm chủ tịch Hội đồng Quản trị từ 2006 đến 2011.

## Khởi tố
Ngày 7 tháng 6 năm 2024, Bộ Công an Việt Nam cho biết đã tạm giam Trương Huy San và luật sư Trần Đình Triển với cáo buộc "Lợi dụng các quyền tự do dân chủ xâm phạm lợi ích của Nhà nước, quyền và lợi ích hợp pháp của tổ chức, cá nhân" (theo Điều 331 Bộ luật Hình sự năm 2015). Thông báo này được đưa ra sau khi ông bị cho là "mất tích" từ ngày 1 tháng 6 trong cùng .
Ngày 12 tháng 2 năm 2025, Viện kiểm sát Nhân dân tối cao đã ban hành cáo trạng truy tố Huy Đức. Theo cáo trạng, từ năm 2015 đến năm 2024, ông Trương Huy San đã "tự thu thập thông tin, tài liệu, soạn thảo và đăng tải 13 bài viết có nội dung xâm phạm đến lợi ích của nhà nước, quyền, lợi ích hợp pháp của tổ chức, cá nhân khác trên Facebook cá nhân của ông". Vào ngày 27 tháng 2 năm 2025, ông bị Tòa án nhân dân Hà Nội kết án 30 tháng tù, một bản án được coi là nhẹ hơn so với những nhà bất đồng chính kiến khác tại Việt Nam.

## Các tác phẩm nổi bật
- Bài viết "Ba Khâu Đột Phá Của Thủ tướng" trên một số diễn đàn mạng, nói về chuyện ông Nguyễn Tấn Dũng thâu tóm quyền lực cho nhiệm kỳ hai. Bài viết này chắc chắn khiến đương kim thủ tướng nhức nhối vì những nhận định: "do những chính sách về tài chính, ngân hàng của ông mà khủng khoảng kinh tế của Việt Nam xảy ra từ tháng 3-2008 trong khi, khủng hoảng kinh tế toàn cầu nếu có ảnh hưởng cũng chỉ có thể lan tới Việt Nam sớm nhất là tháng 12-2008".
- Bài viết Đất đai không phải là chiến lợi phẩm nói về công cuộc sử dụng đất tại Thành phố Hồ Chí Minh sau ngày thống nhất đất nước, 30/04/1975 đăng trên báo SGTT
- Loạt bài Những chiếc ghế nóng phỏng vấn các bộ trưởng mới nhậm chức năm 2007 trên báo SGTT
- Bài viết To như Bộ giao thông viết về các PMU do Bộ Giao thông quản lý trên TB KTSG trước khi xảy ra sự số ở PMU 18
- Cuốn sách Bên thắng cuộc gồm hai tập, chính thức ra mắt vào ngày 12 tháng 12 năm 2012 với hai phương thức: sách in do nhật báo Người Việt xuất bản và sách điện tử do Amazon.com phát hành dưới hình thức Kindle.

## Đánh giá
Trong ngành báo chí Việt Nam, việc đánh giá lẫn nhau giữa các nhà báo là không nhiều, tuy nhiên sự kiện ông bị thôi việc tại báo Sài Gòn tiếp thị vì nguyên nhân "toà soạn không cùng quan điểm" được giới truyền thông quốc tế chú ý. Các hãng thông tấn lớn đều có nói tới sự kiện này như BBC, AP, VOA, RFA, RFI, The Straits Times... Trong đó đánh giá của hãng thông tấn AP "thử thách giới hạn của tự do ngôn luận ở Việt Nam, thường xuyên đưa các bài chỉ trích lãnh đạo và chính sách của chính phủ".
Nhà văn Nguyễn Quang Lập:
| “ | ...có trí lực để viết những bài báo như Huy Đức cũng không ít người, cũng không ít người có thể viết hay hơn, nhưng có cái tâm sáng trưng như thằng Huy Đức để nói thẳng, nói to những điều tâm huyết như nó thì quả là hiếm.... | ” |